# فهرست غذاهای روسی
این لیستی از غذاهای قابل توجه موجود در غذاهای روسی است. غذاهای روسی مجموعه ای از سنت‌های مختلف آشپزی مردمان روس است. این غذاها متنوع است و دارای تأثیرات شمال شرقی اروپا / بالتیک، قفقاز، آسیای میانه، سیبری، آسیای شرقی و خاورمیانه است. غذاهای روسی مشتق شخصیت‌های متنوع آن از قریب به اتفاق و چند قومی گستره روسیه است.

## غذاهای روسی
| نام              | تصویر | شرح |
| ---------------- | ----- | --- |
| خاویار           |       | فرآوری شده، خروس شور، اغلب ماهیان خاویاری |
| خاویار Courgette |       | کارفرمای سرد از سبزیجات خورش شده (عمدتاً پیک خوراکی) تهیه شده‌است. معمولاً با نان خورده می‌شود |
| کاشا             |       | فرنی گندم سیاه، ارزن، جو دوسر، گندم و کاشایی سمولینا در روسیه بسیار محبوب است. |
| Kholodets        |       | ژله گوشتی که به عنوان گل میخ نیز معروف است |
| گره زدن          |       | یک کوفته سیب زمینی پخته یا سرخ شده از خمیر پوسته پوسته شده |
| سالو             |       | مواد غذایی متشکل از صفحات درمان شده چربی (به ندرت شکم گوشت خوک)، با یا بدون پوست است. |
| استروگانینا      |       | ظرفی از اهالی بومی شمال قطب شمال سیبری متشکل از ماهی‌های یخ زده، نازک و بریده به طول طولانی. |
| زاکوسکی          |       | اشاره به انواع اسب دلخواه، میان‌وعده، اشتها آور، معمولاً به سبک بوفه سرو می‌شود. غالباً شامل سرماخوردگی، ماهی‌های درمان شده، سالادهای مختلط، کلوودت‌ها، انواع سبزیجات ترشی و قارچ، پیروزکی، خاویار، تخم مرغ‌های شیطان دار، ساندویچ‌های باز، کاناپه‌ها و نان‌ها است. |
| جولیان           |       | قارچ‌ها را در سس خامه ای یا خامه ای با پنیر رنده شده قرار داده و در یک کوکتوت پخته می‌کنیم. از مرغ، ماهی یا غذاهای دریایی نیز می‌توان به همراه قارچ یا به جای آن استفاده کرد.                                                                                |

### سوپ‌ها
| نام       | تصویر | شرح |
| --------- | ----- | --- |
| بورشت     |       | این گیاه به‌طور سنتی از گوشت یا موجودی استخوان، سبزیجات سس شده و چغندر ترش تهیه می‌شود (یعنی آب چغندر تخمیر شده). بسته به دستور العمل، برخی از این مؤلفه‌ها ممکن است حذف یا جایگزین شوند.   |
| اوکرووشکا |       | سوپ سرد سبزیجات عمدتاً خام مانند خیار، پیاز بهار، سیب زمینی آب‌پز، همراه با تخم مرغ و یک گوشت پخته شده مانند گوشت گاو، گوشت گوساله، سوسیس یا ژامبون با کواس، در بالای خامه ترش قرار می‌گیرد |
| رسولنیک   |       | سوپ تهیه شده از خیار ترشی، جو مروارید و کلیه‌های گوشت خوک یا گوشت گاو |
| شاچی      |       | یک سوپ کلم. همچنین می‌توان آن را بر اساس سوسیس تهیه کرد. Kislye Shchi (shchi ترش) به رغم نام خود یک نوشیدنی گازدار شبیه به کواس، معمولاً با عسل.                                           |
| سوولنیک   |       | یک نوع سوراخ سرد |
| سولانکا   |       | یک سوپ غلیظ، تند و ترش که حاوی گوشت و خیار ترشی است |
| سوپ ترش   |       | آب یا آبگوشت، گوزن نر سه ساله برگ، نمک، گاهی با تخم مرغ کامل یا زرده تخم مرغ، سیب زمینی، هویج، ریشه جعفری، و برنج                                                                        |
| اوخا      |       | سوپ شفاف، تهیه شده از انواع مختلف ماهی |

### سالادها
| نام             | تصویر | شرح |
| --------------- | ----- | --- |
| شاه ماهی آراسته |       | ضسد شور شاه ماهی با لایه‌هایی از رنده شده، سبزیجات پخته (سیب زمینی، هویج، ریشه چغندر)، پیاز خرد شده، و پوشش داده شده سس مایونز |
| سالاد میموزا    |       | سالادی جشن که مواد اصلی آن پنیر، تخم مرغ، ماهی کنسرو، پیاز و مایونز است |
| سالاد الیویه    |       | سیب زمینی‌های خرد شده، تخم مرغ، مرغ یا بولونیا، نخود فرنگی شیرین و ترشی را با سس مایونز تهیه کنید. سبزیجات دیگری مانند هویج یا خیار تازه را می‌توان اضافه کرد.                                                                        |
| وینگرت          |       | سبزیجات خرد شده پخته (ریشه چغندر، سیب زمینی، هویج)، پیاز خرد شده، و کلم ترش و / یا خیار ترشی. مواد دیگری مانند نخود سبز یا لوبیا نیز گاهی اضافه می‌شود. لباس با وینای گرت، مایونز یا به سادگی با روغن آفتابگردان یا روغن گیاهی دیگر. |

### غذاهای گوشتی
| نام                 | تصویر         | شرح |
| ------------------- | ------------- | --- |
| گوشت گاو استروگانوف |               | قطعه از سرخ کرده گوشت گاو در سس، با اسمتانا (خامه ترش) |
| مرغ کیف             |               | ظرفی که از فیله مرغ تهیه شده بود دور کره سرد می‌پیچید و می‌چرخید، سپس با تخم مرغ و خرده نان‌ها می‌پوشید و سرخ شده یا پخته می‌شود. |
| گلوبسی              |               | برگهای کلم پخته شده پیچیده شده در انواع پر کردن |
| ماکارونی پو فلوتسکی |               | به معنای واقعی کلمه ماکارونی به سبک دریایی، ظرفی که از ماکارونی پخته شده (به‌طور معمول ماکارونی، پنبه یا فسیل) مخلوط شده با گوشت خرد شده کره، پیاز سرخ شده و با چاشنی نمک و فلفل سیاه است.                                                                                  |
| پلمنی               |               | کوفته‌ها متشکل از یک پر گوشت که در خمیر نازک و ماکارونی پیچیده می‌شود |
| کتلت پوزارسکی       | کتلت پوزارسکی | نان مرغ مرغی نژاد |
| شاشلیک              |               | ظرفی از مکعب‌های گوشتی و کبابی. |
| گوساله اورلوف       |               | ظرفی که توسط فرانسوی‌ها اختراع شده‌است که شامل یک بره گوشت گاو گوشتی، ریز خرد شده، پر از یک لایه نازک از قارچ پوره شده و پیاز بین هر برش است که در بالای آن با سس بکاملل و پنیر قرار دارد. نسخه‌های مختلفی از این ظرف معمولاً امروزه با نام گوشت فرانسوی در روسیه انجام می‌شود. |

### پنکیک
| نام     | تصویر | شرح |
| ------- | ----- | --- |
| بلینی   |       | پنکیک با ضخامت و مواد مختلف                                                                             |
| اولادی  |       | پنکیک‌های ضخیم کوچک                                                                                      |
| سیرنیکی |       | پنکیک سرخ شده از کوارک، که معمولاً در آن با خامه ترش، وارنیه، مربا، عسل یا سس سیب در جای خود قرار می‌گیرد |

### نان
| نام            | تصویر | شرح |
| -------------- | ----- | --- |
| بارانکا        |       | یک حلقه خمیر تا حدودی کوچکتر از یک bublik اما نازک‌تر و خشک‌تر است                                                                                          |
| نان بورودینسکی |       | نان چاودار خامه ای قهوه ای تیره |
| بوبلیک         |       | حلقه ای از خمیر گندم برگ مخمر، که مدت زمان کمی قبل از پخت در آب جوش آمده‌است                                                                               |
| کاروائی        |       | یک نان بافته بزرگ دور که به‌طور سنتی از آرد گندم پخته شده و با پرچم‌های نمادین و مجسمه‌هایی مانند خورشید، قمر، پرندگان، حیوانات و مخروط‌های کاج تزئین شده‌است. |
| کلاچ           |       | از نظر تاریخی، کلاچ به معنای هر نوع نان سفید بوده‌است و قبل از استفاده از روش‌های جدید پختن گندم، نان سفید به عنوان یک نوع نان فانتزی طبقه‌بندی می‌شد.        |
| کولیچ          |       | یکی از دو صفت qua non ویژگی‌های عید پاک روسیه (دیگری Paskha) است. یک نوع نان عید پاک.                                                                      |
| سوشکی          |       | حلقه‌های نان کوچک و شیرین و سنتی که به‌طور شیرین و شیرین برای دسر خورده می‌شوند، معمولاً با چای یا قهوه                                                       |

### پیروگی (پای)
| نام           | تصویر | شرح |
| ------------- | ----- | --- |
| کولیبیاکا     |       | ماهی (معمولاً ماهی قزل آلا یا ماهی خاویاری) که دارای برنج، تخم مرغ‌های سخت جوشانده، قارچ و شوید است                    |
| کاروگسکی پیرو |       | دزد دریایی سنتی از منطقه کارلیا.                                                                                     |
| کورنیک        |       | یک نوع بوگدار روسی شکل گنبدی شکل، معمولاً پر از مرغ یا بوقلمون، تخم مرغ، پیاز، کاشا یا برنج و سایر اجزای اختیاری است. |
| رستگاگی       |       | پر کردن معمولاً حاوی ماهی است، اما ممکن است حاوی گوشت، جگر، برنج یا قارچ باشد.                                        |
| پیروگ         |       | یک پای یا با یک شیرینی پر یا شیرین                                                                                   |
| پیروزکی       |       | پای کوچک |
| واتروشکا      |       | شیرینی با انگشتر خمیر و پنیر کشاورز شیرین در وسط                                                                     |

### سس‌ها
| نام      | تصویر | شرح                                                                       |
| -------- | ----- | ------------------------------------------------------------------------- |
| خرن      |       | خمیر تند تهیه شده از ترب کوهی رنده شده.                                   |
| خارنوینا |       | یک سس ترب کوهی تند با یک دوره اصلی سرو می‌شود که در سیبری بسیار محبوب است. |
| اسمتانا  |       | این یک محصول لبنی است که با ترش کردن خامه سنگین تولید می‌شود.              |

### دسرها
| نام        | تصویر | شرح |
| ---------- | ----- | --- |
| فرنی گوریف |       | یک ظرف فرنی روسی که از سمولینا و شیر تهیه شده‌است با اضافه کردن آجیل (فندق، گردو، بادام)، کایماک (کف خامه ای) و میوه‌های خشک تهیه شده‌است.                                             |
| کوتیا      |       | یک ظرف دانه تشریفاتی با آب نبات شیرین. |
| پاسکا      |       | تیوروگ (پنیر کشاورز) به علاوه خامه سنگین، کره، شکر، وانیل و غیره که معمولاً به شکل یک هرم کوتاه ساخته می‌شوند. سنتی برای عید پاک.                                                     |
| پریانک     |       | طیف وسیعی از کالاهای سنتی شیرین تهیه شده از آرد و عسل. |
| پاستیل     |       | به عنوان «مربعهای کوچک خمیر میوه فشرده شده» [۱] و «پف‌های سبک، هوایی با طعم ظریف سیب» توصیف شده‌است.                                                                                  |
| وارنیه     |       | این ماده با پختن انواع توت‌ها، میوه‌های دیگر یا به ندرت آجیل‌ها، سبزیجات یا گل‌ها در شربت شکر تهیه می‌شود.                                                                               |
| زفیر       |       | نوعی شیرینی پزی ملایم که با شلاق میوه و پوره توت (عمدتاً پوره سیب) با شکر و سفیده تخم مرغ ساخته می‌شود و با افزودن بعدی یک ماده ژل مانند پکتین، کاراگینان، آگار یا ژلاتین تهیه می‌شود. |

## نوشیدنی

### نوشیدنی‌های غیر الکلی
| نام     | تصویر | شرح |
| ------- | ----- | --- |
| کیسل    |       | دسر میوه آب شیرین شده، غلیظ شده با پیاز، نشاسته ذرت یا نشاسته سیب زمینی |
| کامپوت  |       | نوشیدنی شیرین غیر الکلی، بسته به سنت و فصل، ممکن است گرم یا سرد باشد. با پختن میوه‌هایی مانند توت فرنگی، زردآلو، هلو، سیب، ریواس، انگور فرنگی یا گیلاس در حجم زیادی از آب، که اغلب همراه با شکر یا کشمش به عنوان شیرین کننده اضافی به دست می‌آید، به‌دست می‌آید. |
| کواس    |       | نوشیدنی غیر الکلی تخمیر شده‌ای که از نان چاودار سیاه یا معمولی یا خمیر تهیه می‌شود |
| مرس     |       | غیر گازدار میوه نوشیدنی روسیه تهیه شده از انواع توت‌ها، به‌طور عمده از آریزا و قره قاط (اگر چه گاهی زغال اخته، توت فرنگی، buckthorns دریا یا تمشک). |
| ریازنکا |       | این ماده از شیر پخته شده توسط تخمیر اسید لاکتیک تهیه می‌شود. |
| وارنتس  |       | فراورده‌های شیر تخمیر شده که در روسیه محبوبیت زیادی دارد. شبیه به ryazhenka، آن را با اضافه کردن خامه ترش (smetana) به شیر پخته شده ساخته می‌شود. |

### نوشیدنی‌های الکلی
| نام    | تصویر | شرح |
| ------ | ----- | --- |
| مدووخا |       | یک نوشیدنی سنتی مبتنی بر عسل روسی مشابه با همتایان دیگر مردمان هند و اروپایی |
| سبتن   |       | یک نوشیدنی سنتی عسل مبتنی بر عسل مشابه مدووکه |
| ودکا   |       | این ماده در درجه اول از آب و اتانول تشکیل شده‌است، اما بعضی اوقات با اثری از ناخالصی‌ها و طعم دهنده‌ها. به‌طور سنتی با تقطیر مایع از غلات یا سیب زمینی‌هایی که تخمیر شده‌اند ساخته می‌شود، اگرچه برخی از مارک‌های مدرن از میوه یا شکر به عنوان پایه استفاده می‌کنند. |